# Zagelsdorf

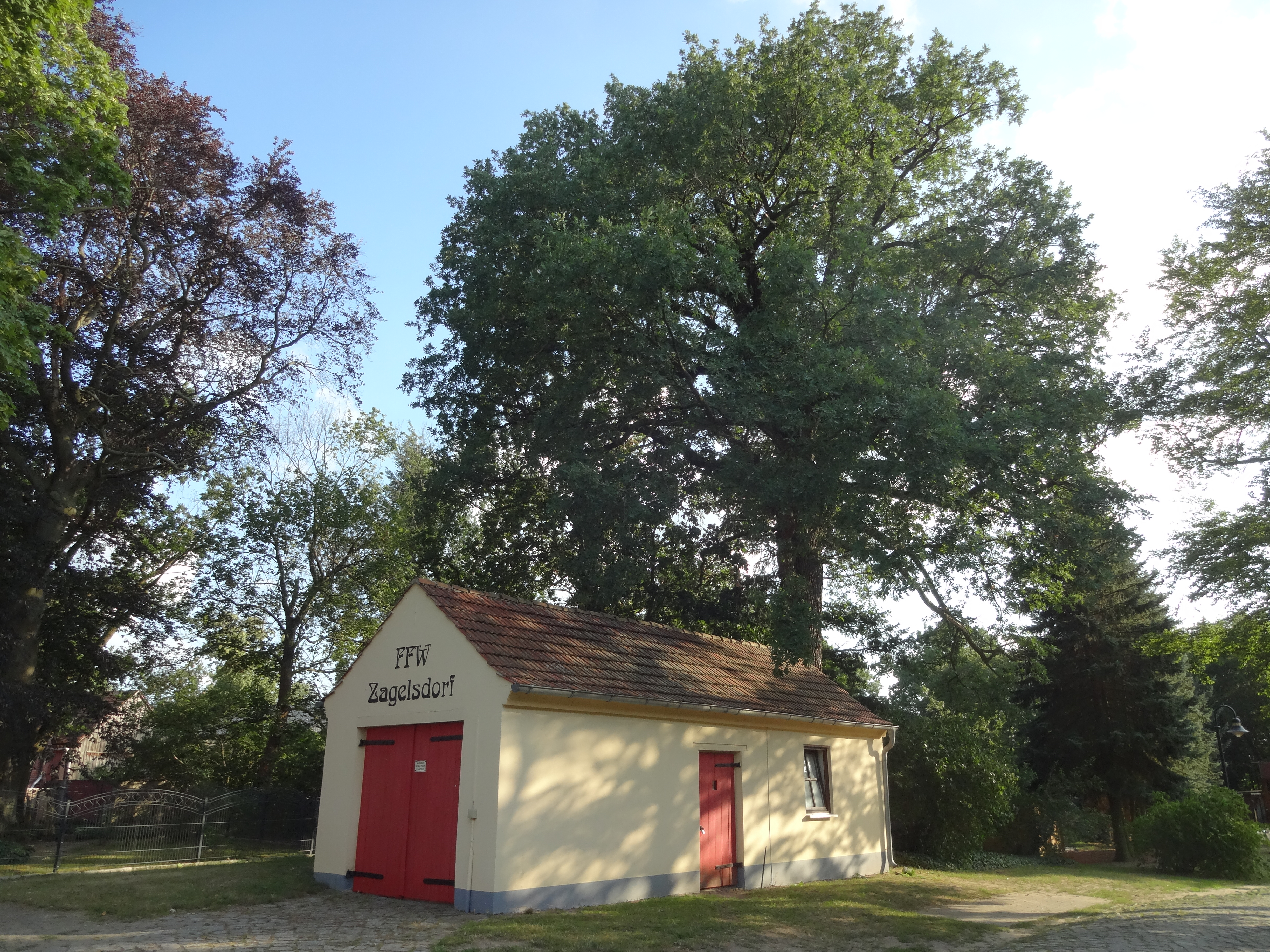
Freiwillige Feuerwehr

Zagelsdorf ist ein Ortsteil der amtsangehörigen Stadt Dahme/Mark im brandenburgischen Landkreis Teltow-Fläming.

## Geografische Lage
Der Ortsteil liegt im Nordosten des Stadtgebietes von Dahme im Südwesten des Landkreises Teltow-Fläming. Er erstreckt sich mit dicht gereihten Gehöften linear entlang der von Nordwest nach Südost führenden Dorfstraße als prägende Durchgangsstraße, von der ein Abzweig in der Ortsmitte über eine schmale, partiell Niedermoor überwindende Verbindung nach Dahme im Südwesten führt. Östlich des Dorfes verläuft sie nach Nordosten in Richtung Görsdorf sowie nach Südwesten in Richtung Rosenthal.

## Geologie
Wegen der Vielgestaltigkeit der hier anzutreffenden eiszeitlichen Ablagerungen sind die Bodengesellschaften häufig heterogen und setzen sich aus Ablagerungen der Grundmoränen, Altmoränen und Sander zusammen. Für die Geomorphologie beziehungsweise Landschafts- und Bodengenese des südlichen Teils des Landkreises Teltow-Fläming waren die Prozesse der Saale-Kaltzeit prägend. Das Baruther Urstromtal trifft im Süden im Raum zwischen den Städten Burg und Dahme auf die Altmoränenplatten der saalezeitlichen Vereisungsgrenze des zum Südlichen Landrückens gehörenden Flämings.

## Geschichte

### Mittelalter
Die Gründung des 1346 als „Zagelstorff“ ersterwähnten Zagelsdorf erfolgte unabhängig von der slawischen Vorbesiedlung der Region. Deren Spuren zeichnen sich etwa durch eine in 1,1 km Luftlinie in südsüdwestlicher Richtung vom Ortskern/der Kirche entfernt am Rand der Dahme-Niederung liegende slawische Befestigungsanlage ab. Südöstlich scheint eine Vorburgsiedlung gelegen zu haben, die nicht zum hier im 13. Jahrhundert einsetzenden ländlichen Befestigungswesen des Landesausbaus zu zählen ist. Es wird in Zagelsdorf vom Turmhügel am nordwestlichen Ortsrand im Bereich eines jüngeren Gutshauses, der sog. „Villa“ (s. u.), repräsentiert. Er entstand mit dem Dorf in der zweiten beziehungsweise während der Hochphase der hochmittelalterlichen Ostsiedlung nordöstlich Dahmes und von einer Passage in Anbindung an einen Seitenarm der sogenannten Lüneburger Salzstraße und ist mit diesem als ortsfestes Bodendenkmal „Mittelalterlicher und Neuzeitlicher Dorfkern Zagelsdorf“ in der Denkmalliste des Landes Brandenburg erfasst (Bodendenkmalnummer 131098). Wiederholt war der Bereich des Bodendenkmals Ziel archäologischer Baubegleitungen. Dabei wurden überwiegend in Art und Charakter spätmittelalterliche, frühneuzeitliche und neuzeitliche Befunde erschlossen. Urgeschichtliche Funde sind vom ebenfalls für Flur 1 ausgewiesenen urgeschichtlichen Hügelgräberfeld bekannt (Bodendenkmalnummer 131172).
Von einer planmäßigen Neuanlage des Dorfes für eingewanderte Neusiedler ist auszugehen. Das Niedermoor der Umgebung war zur Zeit der Stadtgründung Dahmes im 12. Jahrhundert deutlich größer ausgebildet und diente als natürlicher Schutz des Stadtgebietes. Zagelsdorf entstand an dessen Rand auf einer länglichen Talsandinsel fluviatiler Ablagerungen. Die Form des Straßendorfs folgte dabei einem Erstanlageschema des klassischen äußeren Landesausbaues. Gegenüber spätslawischen Ansiedlungen offener Anwesen in Wassernähe wurde der Ort auf einer trockenen, höher gelegenen Fläche angelegt.
Erst 1414 wird das Gut des Ortes erstmals erwähnt, das parallel zur zugehörigen Dorfkirche am nordwestlichen Ortsende, hinter der sich das ehemalige Gutsgehöft ausdehnt, etabliert worden sein dürfte.
Die Kirche entstammt entsprechend ihrem Grundriss mit eingezogenem Turm mit paarigen Schallöffnungen, den beiden Zugängen sowie der Mauerwerksausführung wohl dem ausgehenden 14. Jahrhundert.
Die Erschließung Zagelsdorfes diente durch die Gewinnung hier anstehender, eisenerzhaltiger Gesteine und von Raseneisenerz dem Ausbau der Stadt Dahme, die als Dama 1164 beziehungsweise 1171 erstmals Erwähnung fand. Entsprechende Materialien fanden etwa bei der Errichtung der Stadtmauer Dahmes Verwendung. Die landwirtschaftliche Produktion arbeitete unter anderem der Tuchmacherei beziehungsweise Wollweberei der Stadt zu, die im Zuge des Landesausbaus 1185 unter Bischof Wichmann nach dem Land Jüterbog den Besitzungen Magdeburgs angegliedert wurde. Das „Burgwardium Dama“ verwaltete die Region und wird 1186 unter den Besitzungen des Domkapitels zu Brandenburg erwähnt. Prinzipiell gehörte die Region während des gesamten Mittelalters dem Erzstift Magdeburg, dessen häufig wechselnde Statthalter auf der Burg von Dahme residierten. Aufgrund ständig verlagerter Verpfändungen gestalteten sich die Verhältnisse allerdings komplex. Zwischen 12. und 14. Jahrhundert entwickelten sie sich dennoch aufstrebend, befördert durch die ab Beginn des 13. Jahrhunderts von den brandenburgischen Markgrafen und den kirchlichen Landesherren protegierte, die slawische Bevölkerung einschränkende Ansiedlung flämischer Siedler. Den von diesen eingeführten Bautraditionen wird neben dem Ausbau der Burg von Dahme in Stein und Ziegel nach deren Brand 1441 ein genereller Wandel im städtischen und ländlichen Bauwesen zugeschrieben. Er vollzog sich trotz eines wirtschaftlichen Niedergangs der Region in der Folgezeit, den negative klimatische Entwicklungen, Epidemien und Unruhen bedingten. Als besonders einschneidend werden stets Zerstörungen in Folge der Hussitenstürme geltend gemacht, ohne dass der Bezug zu den reformatorischen Bestrebungen genauer umrissen und analysiert wird. Für anhaltende Beeinträchtigungen kann vielmehr der Entsatz der kaiserlichen Heere ausschlaggebend gewesen sein. Besonders schwer dürfte das städtische Umfeld während der Belagerung Dahmes 1457 durch Truppen des im Folgejahr zum böhmischen König gekrönten Georg von Podiebrad beziehungsweise Jirí z Kunštátu a Podebrad gelitten haben. Ebenso unterwarfen die Folgen weiterer Stadtbrände 1498 und 1563 die umliegenden Gemeinden schweren Anforderungen.

### Frühe Neuzeit
Das 1532 durch Erzbischof Albrecht von Magdeburg als Lehen an die Familie von Schlieben vergebene Zagelsdorf trafen wie auch die 1631 von kaiserlichen Truppen eroberte Stadt Dahme die Verheerungen des Dreißigjährigen Krieges schwer. Nachdem das Land mit dem Frieden von Prag 1635 an Kursachsen gelangte, fiel das Dorf weitestgehend wüst. Gründe waren die anhaltende Landflucht der Bevölkerung, die Schutz innerhalb der Mauern der 1636, 1637 und 1638 durch schwedische Truppen belagerten Stadt Dahme suchte, verbunden mit Zerstörungen an der Dorfkirche sowie die Auswirkungen der Pest. 1638 wurden nur noch zwei Bewohner verzeichnet.
Trotz der das Umland der Stadt geißelnden Plünderungen setzte man die Vieh- und Weidewirtschaft fort. Sie bildete weiterhin die Grundlage der Tuchproduktion in Dahme, mit deren Erträgen sich die Stadt erholen konnte. Von 1657 bis 1746 gehörte das Amt Dahme zwischenzeitlich unter der Linie Sachsen-Weißenfels zu den Besitzungen des Fürstentums Querfurt. In dieser Phase pachteten und bewirtschafteten die Familie von Schlieben, ab 1711 die Grafen von Solms-Sonnewalde, ab 1717 Heinrich Wilhelm I. Nathusius aus Luckau (1670–1737; Pächter von Drehna) und ab 1721 Graf Otto Ernst von Schönburg nach Heirat mit Wilhelmine Christiane von Solms-Sonnewalde das Gut Zagelsdorf. Otto Ernst von Schönburg verkaufte seine Rechte an diesem allerdings noch im selben Jahr an den in Dahme residierenden Johann Adolf II. von Sachsen-Weißenfels für 10.800 Taler. Als Küchengut für das in seinem Auftrag auf den Resten der Dahmer Burg ab 1715 errichtete Schloss erfuhr der Ort mit seinem Umfeld einen grundlegenden Wandel. Als neues Gutshaus (mitunter euphemistisch als Schloss bezeichnet) entstand in Zagelsdorf parallel ein schlichtes zweigeschossiges Gebäude mit siebenachsiger Fassadengliederung, unter dessen Dach sich als sog. Drempel ein Halbgeschoss befand. Die konsolidierte Region fiel mit dem Aussterben der Sachsen-Weißenfelser Linie 1747 wieder Kursachsen zu und Dahme stieg in Folge sogar zur Residenzstadt auf. Zagelsdorf bot in Folge, weiter in Zeit- und Erbpacht übergeben, eine lohnende Einnahmequelle: Ein Georg Haberland erhielt es ab 1772 gegen 400 Taler jährliche Pacht und 1774 übernahm der Leipziger Wollhändler Johann Michael Schütte für 11 Jahre das Gut, um hier Schafzucht zu betreiben beziehungsweise fortzuführen. Er verkaufte das Anwesen an Johann Gottlieb Klunker, dessen Witwe es 1804/06 an Marie Dorothea Scharssig veräußerte.

### 19. Jahrhundert
Der wirtschaftlichen Blüte des 18. Jahrhunderts, mit der kontinuierlich die mittelalterlichen Stadtgrenzen aufgehoben wurden und das städtische Siedlungsgebiet auf das Umland ausgriff, folgte ein Einschnitt während der napoleonischen Kriege. Nach der Belagerung und Eroberung Dahmes im September 1813 durch preußische Truppen fiel die Region auf Entscheidung des Wiener Kongresses 1815 an Preußen, das es dem Amt Jüterbog-Luckenwalde beziehungsweise dem Regierungsbezirk Potsdam angliederte. In Zagelsdorf reorganisierte Marie Dorothea Scharssig nach den sog. Befreiungskriegen erfolgreich das Gut. 1819 ergänzte eine Brennerei die Wirtschaft. Mit ihrem Ableben 1832 erwarb es der später auch das Gut Liepe bewirtschaftende Rechnungsrat Friedrich Pittelko aus Potsdam, der die Erbpachtverbindlichkeiten der Vorbesitzerin auslösen konnte. Die Namensschreibweise des Gutsherrn variiert auch in schriftlichen Quellen mit Pittelkow, so im Adreßbuch der Kaufleute, Fabrikanten und Gewerbsleute, Gutsbesitzer von Brandenburg. Nach der Aufstockung des Gutshauses mit einem dritten Geschoss ließ er an diesem einen Anbau mit Balkon errichten und dehnte neben der sofortigen Erweiterung der Brennerei auch die Ländereien aus. 1858 versuchte Pittelko erfolglos über die Anerkennung Zagelsdorfs als Rittergut in die Aristokratie aufzusteigen, da für eine solche keine ausreichenden Umsätze erwirtschaftet wurden.

### 20. Jahrhundert
Zwischen 1893 und 1909 betrieb Anna Braumüller als Erbin und geborene Pittelko das Gut und ließ ein als „Villa“ bezeichnetes neues, kleines Gutshaus nahe der Kirche errichten. Ihr Sohn Kurt Braumüller führte das Gut bis in die Jahre der Inflation und musste dann die Anwesen zwischen 1925 und 1926 veräußern. Neuer Eigentümer wurde 1927 Johannes Werner als Berliner Landschaftsgärtner beziehungsweise Gartenarchitekt, der sich hier auf Rosenzucht zu spezialisieren suchte. Er baute die Zagelsdorfer Gärtnerei auf und die in den Jahren des Ersten Weltkriegs abgebrannte Brennerei zum Wohnhaus um. Mit Konkurs Werners übernahm 1935 die „Siedlungsgenossenschaft Deutschland“ das Gutshaus nach Zwangsversteigerung. Diese nutzte es bis 1939 als Landjahrheim für Mädchen und bis 1945 als Lehrerbildungsanstalt (LBA).
Die in drei Wirtschaften aufgeteilten Agrarflächen dienten über die Zeit des Zweiten Weltkriegs hinaus der Zierpflanzenproduktion. Das Gutshaus diente nach 1945 als Unterkunft für Umsiedler, zu denen auch Angehörige der Familie Pittelko aus Pommern gehörten. Nach Gründung der DDR nutzte man das Gutshaus weiter als Lehrerausbildungsstätte und Kindergarten, während das VEG Sellendorf die Flächen und die Brennerei ab 1951 als Volkseigentum bewirtschaftete. Zum 1. Januar 1974 wurde Zagelsdorf im Rahmen einer Umstrukturierung des Kreises Luckau im damaligen Bezirk Cottbus zu Dahme eingemeindet. Die 1990 geschlossene Gärtnerei rückübereignete die Treuhand mit der alten Brennerei, dem Gutshaus und 2,8 ha Fläche an Familie Werner, welche sie 1991 verkaufte.
Bis 2000 war das Gutshaus vermietet und ist 2001 vom Christlichen Missionswerk „Josua“ e. V. (Dorfstraße 8) erworben worden.

## Kultur und Sehenswürdigkeiten
- Die Dorfkirche Zagelsdorf ist eine Feldsteinkirche aus dem 14./15. Jahrhundert. Als Altarretabel dient eine Schriftkartusche, die auf das Jahr 1708 datiert ist.